# Mjölklök
Mjölklök (Allium galanthum) är en flerårig växtart i släktet lökar och familjen amaryllisväxter. Den beskrevs av Grigorij Silytj Karelin och Ivan Petrovitj Kirilov. Inga underarter finns listade i Catalogue of Life.

## Utbredning
Mjölklöken växer vilt i ett band genom Kazakstan, Kirgizistan, Tadzjikistan, Altaj kraj och Altajrepubliken i Ryssland, Xinjiang i Kina och Mongoliet. Den odlas även som prydnadsväxt i andra delar av världen.